# Omer Al-Mehannah
Omer Saleh Al-Mehannah (né le 31 décembre 1959) est un ancien arbitre saoudien de football.

## Carrière
Il a officié dans des compétitions majeures : 
- Coupe du monde de football des moins de 17 ans 1991 (1 match)
- Coupe d'Asie des nations de football 1992 (1 match)
- Coupe du monde de football des moins de 17 ans 1993 (3 matchs)
- JO 1996 (2 matchs)
- Coupe d'Asie des nations de football 2000 (2 matchs)